# Гусовський Микола
Микола Гусовський (приб. 1470 — після 1533) — латиномовний поет-панегірист епохи раннього Відродження.

## Життєпис
Походив з небагатої родини. Про місце народження Гусовського існують дві версії: с. Гусів біля Ланьцута (сучасна Польща), на той час німецька колонія, або с. Усове (сучасна Білорусь). Також стосовно року народження немає єдиної думки — називаються 1470, 1475 та 1480 роки народження Гусовського. Початкову освіту здобув у катедральній або церковноприходській школі. Після цього продовжив навчання у Болонському та Віленському університетах, Яґеллонському університеті.
По поверненню до рідних місць отримав підтримку від впливового сановника Великого князівства Литовського Еразма Телока Вітеліуса, секретаря великокнязівської канцелярії та єпископа Полоцького. У 1518 році стає священником, деякий час обіймав посаду публічного нотаріуса апостольської канцелярії для Великого князівства Литовського. Супроводжував п. Телока у дипломатичній місії до Ауґсбурґа (резиденції імператора Священної Римської імперії Максиміліана I), а в 1521 році — до двору Папи римського Лева X. У Римі Гусовський залишався до 1522 року. Тоді ж переїздить до Кракова. Помер після 1533 року.

## Творчість
З доробку поета відомо про 3 поема та 2 вірші («Втіха» та вірш-молитва «До святого Себастьяна» 1523 року). Вони мають різноманітну тематику. Складалися латиною. В цьому на гусовського вплинуло перебування у Римі, традиції італійського Відродження.

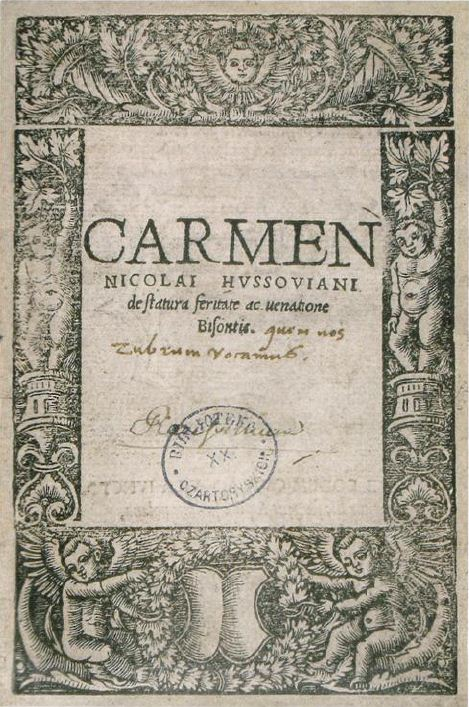
Обкладинка «Пісні про зубра»

Перебуваючи у Римі М.Гусовський написав поему «Пісня про зубра». Вона була опублікована в Кракові у 1523 році під латинізованим ім'ям Гуссовіан. Зміст «Пісні …» засновано на враженнях автора, в молодості відважного мисливця, на глибокому знанні історії та звичаїв свого народу. Барвисті й мальовничі описи природи Білорусі і Литви, картини полювання. Поет розповідає читачеві про минувшину, про красу і багатство, народні традиції і звичаях рідного краю. Автор засуджує місцевих князів, які загрузли у чварах. Як приклад правителям свого часу Гусовський називає Вітовта, який, на його думку, віддавав усі сили зміцненню могутності держави.
Іншими поемами є «Нова й відома перемога над турками…» (1524), що була присвячена перемозі посполитого рушення над османами у битві під Теребовлею; «Життя і звитяги святого Гіацинта» (1525).